# Arc de Germanicus
Pour les articles homonymes, voir Arcs de Rome#Arcs de Drusus et Germanicus (Arcus Drusi et Germanici).
L'arc de Germanicus est un arc de l'Antiquité romaine érigé à Saintes (Mediolanum Santonum) en l'an 18 ou 19 pour l'empereur Tibère, son fils Drusus et son neveu et fils adoptif Germanicus. L'arc de Germanicus fait l’objet d’un classement au titre des monuments historiques par arrêté du 5 juillet 1905.

## Historique
L'arc de Germanicus a été vraisemblablement édifié en l'an 18 ou 19. Il est dédié à l'empereur Tibère, à son fils Drusus et à son neveu et fils adoptif Germanicus. Il ne s'agit pas d'un arc de triomphe. Sa construction a été financée par un riche et illustre citoyen de Saintes, Caius Julius Rufus.
Il s'agit d'un arc routier à deux baies initialement bâti à l’arrivée de la voie romaine Lyon - Saintes (Lugdunum – Mediolanum Santonum), au niveau du pont romain sur la Charente.
Il fut restauré en 1666 puis, sur proposition de Prosper Mérimée en 1843 l'arc fut déplacé à vingt-huit mètres de son emplacement pour des travaux sur les quais de la Charente,. L'arc fut restauré en 1851.

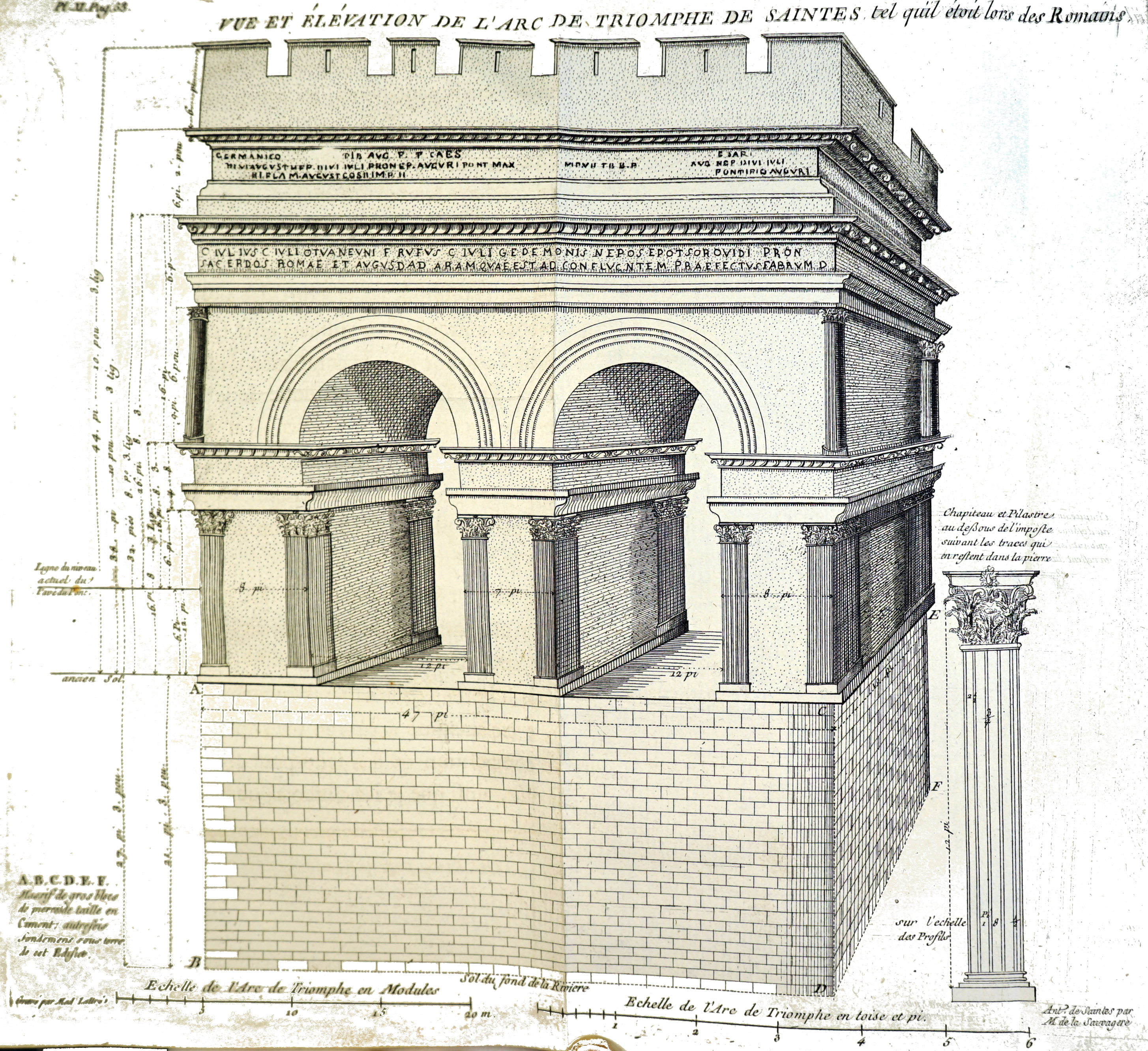
État romain supposé par La Sauvagère.
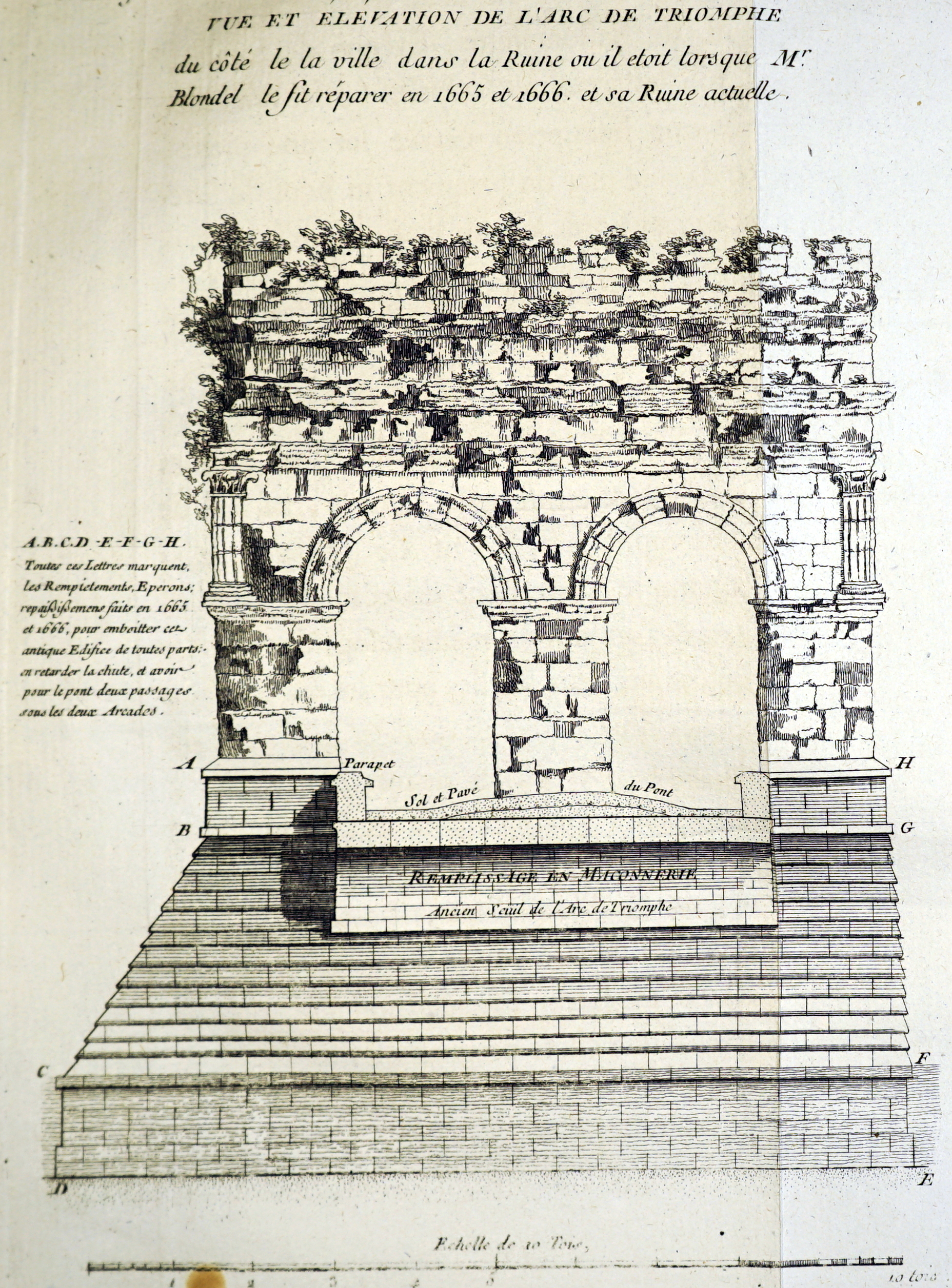
État avant restauration de 1666.
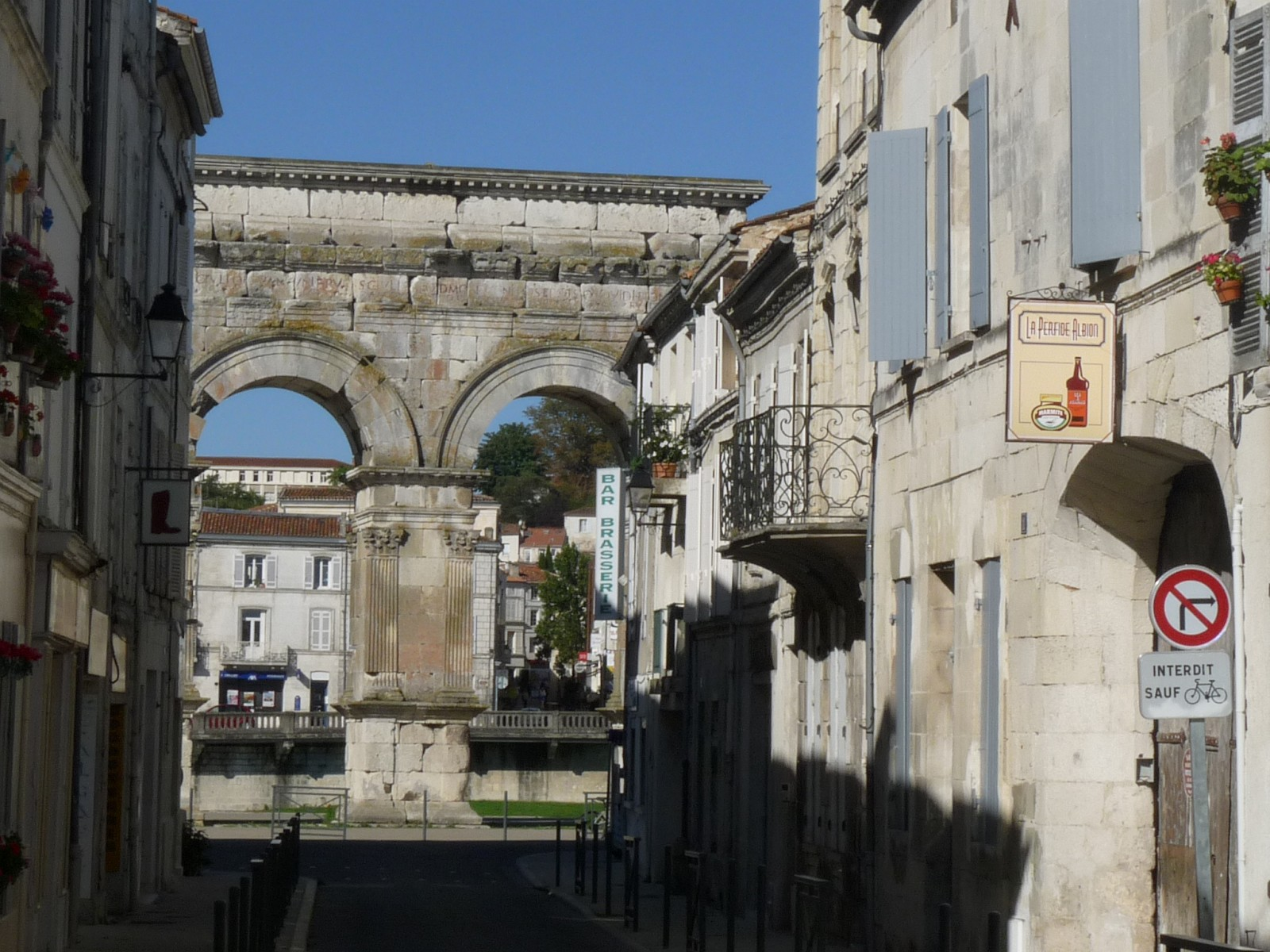
Dans l'axe du cardo.

## Dédicace et datation

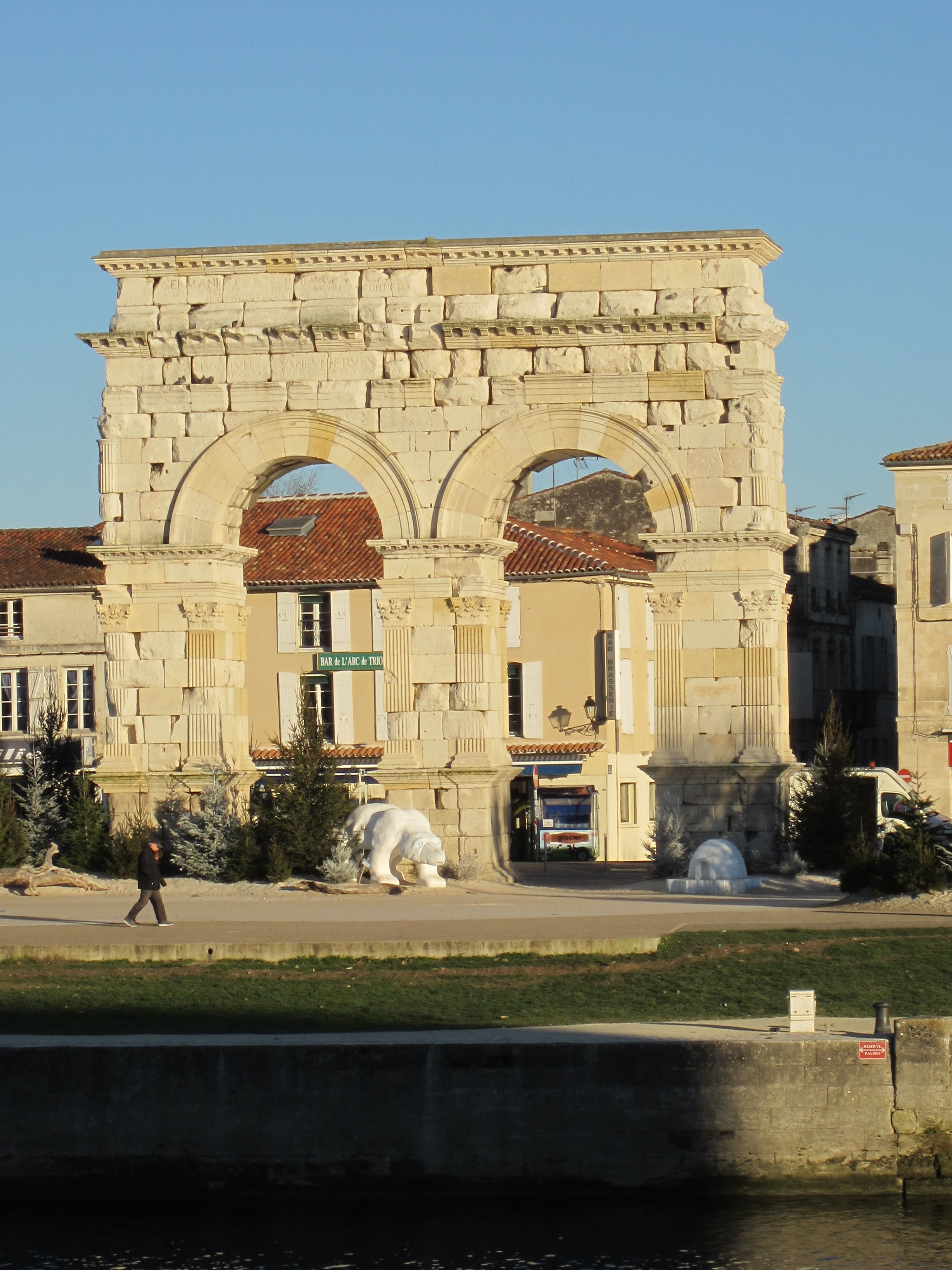
L'arc de Germanicus (Saintes).

La dédicace sur l’attique est très abîmée pour la partie nommant l’empereur Tibère et son fils Drusus. La dédicace à son neveu et fils adoptif Germanicus, mieux conservée, permet de dater l’arc à l’année 18 ou 19 : elle a donné au monument sa dénomination usuelle.

En latin :
GERMANICO [caesa]R[i] TI(beri) AVG(usti) F(ilio)

DIVI AVGVSTI NEP(oti) DIVI IVLI PRONEP(oti) AVGVRI

FLAM(ini) AVGVST(ali) CO(n)S(uli) II IMP(eratori) II

TI(berio) CAESAR[i divi aug(usti) f(ilio) divi iuli nep(oti) aug(usto)]

PONTIF(ici) MAX{s}(imo) [co(n)s(uli) III] IMP(eratori) VIII [tri]B(unicia) POT(estate) [XXI]

DR[us]O CAESARI [ti(beri) aug(usti)] F(ilio)

[divi augusti] NEP(oti) DIVI IVLI

[pronep(oti) co(n)s(uli)] PONTIFICI AVGVRI

Traduction : 

« À Germanicus César, fils de Tibère Auguste, petit-fils du divin Auguste, arrière-petit-fils du divin Jules, augure, flamine augustal, consul pour la deuxième fois, salué imperator pour la deuxième fois, etc. »

Sous la dédicace, l’inscription sur l’entablement donne le nom du donateur C. Iulius Rufus, ainsi que son ascendance. Elle est répétée sur chaque face de l’arc.

En latin :
C(aius) IVLIVS C(ai) IVLI CATVANEVNI F(ilius) RVFVS [c(ai) iul(i) agedomopatis nepos epotsorovidi pronep(os) volt(inia)]

SACERDOS ROMAE ET AVGVSTI AD ARAM [quae est ad confluentem praefectus fabrum d(e) s(ua) p(ecunia) f(ecit)]

C(aius) IVLI[us] C(ai) IVLI C[a]TVANEVNI F(ilius) RVFVS C(ai) IVLII AGEDOMO[patis] NEPOS EPOTSOROVIDI PRON(epos) V[olt(inia)]

[sacerdos Romae et Au]GVSTI [ad a]RAM QV[a]E EST AD CONFLVENT[em praefectus fab]RV[m] D(e) [s(ua) P(ecunia) F(ecit)]
Traduction : « Caius Julius Rufus, fils de Caius Julius Catuaneunius, petit-fils de Caius Julius Agedomopas, arrière-petit-fils d’Epotsovirid(i)us, inscrit dans la tribu Voltinia, prêtre de Rome et d’Auguste à l’autel qui se trouve au Confluent, préfet des ouvriers, a fait à ses frais (cet arc). »

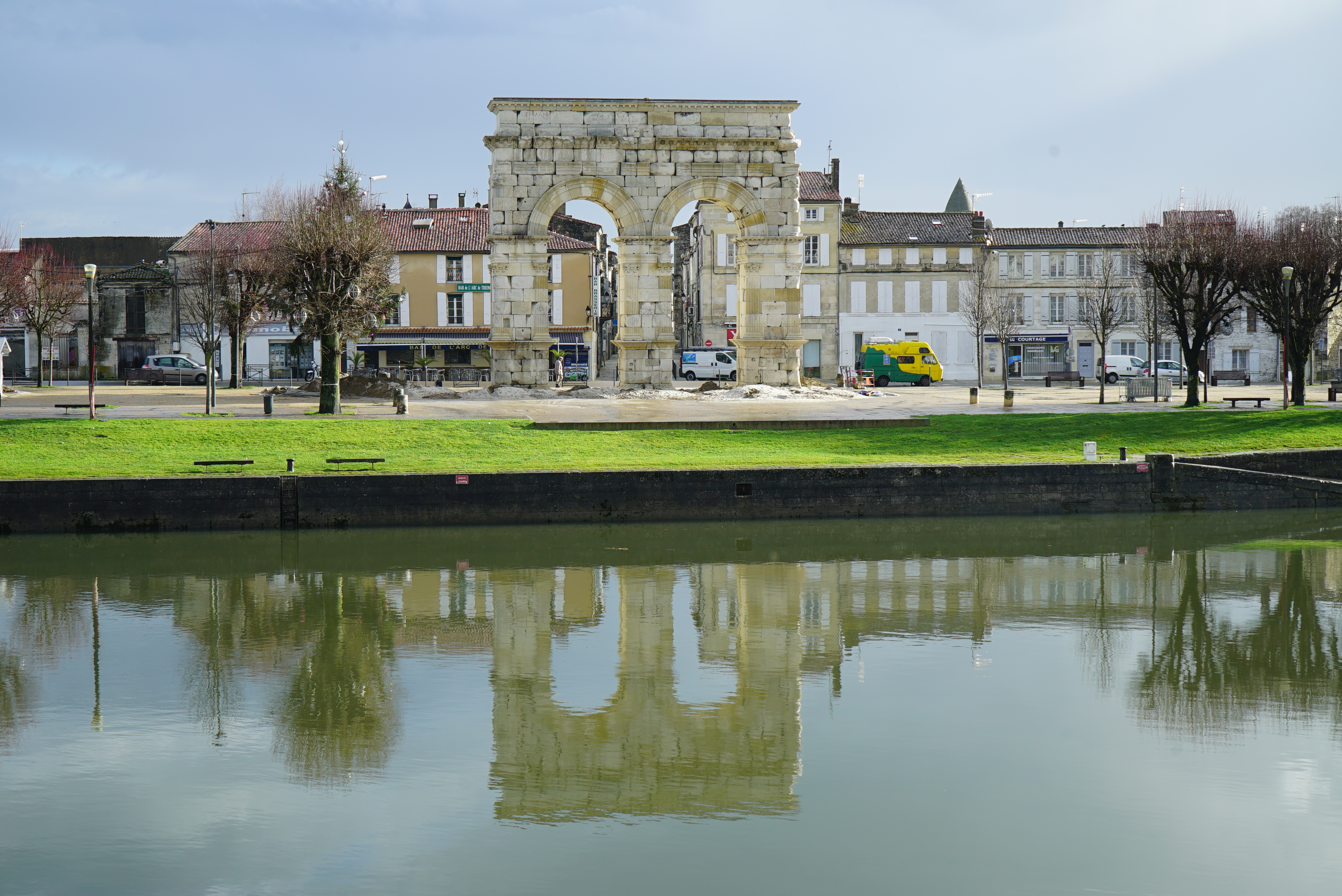
L'arc de Germanicus et la Charente à Saintes.

Les difficultés d'établissement du texte, très abîmé, ont longtemps fait lire Otuaneunius pour le nom du père de Rufus et Gedemo pour celui de son grand-père.
Ces noms peuvent se comprendre ainsi en langue gauloise : Catu- (combat) et Aneunos (inspiré ?) et Agedomopatis (aux manières / au visage d'enfant).
L'affirmation de cette généalogie témoigne de la conscience aristocratique de Rufus et de l'ancrage de sa famille à la tête de la cité des Santons. Julius Gedemo fut le premier membre de la famille à recevoir la citoyenneté romaine, clairement grâce à Jules César, peut-être lors de la Guerre des Gaules ou peu après. Rufus est le premier membre du lignage à adopter un nom complètement romain et à ne pas garder un surnom d'origine celtique : on constate ainsi la romanisation progressive et choisie de ces notables gaulois.
Rufus, notable gaulois et citoyen romain de troisième génération, est également connu comme prêtre de Rome et d'Auguste par sa dédicace trouvée sur l'amphithéâtre antique de Lugdunum (Lyon), désigné ici comme « Confluent ». À Lugdunum, en effet, se trouvait l'autel des trois Gaules, dit « autel du Confluent », élevé par Drusus en 12 av. J.-C., où se réunissaient une fois par an les représentants des cités des « trois Gaules ».